# Helmut Stuber
Helmut Stuber (* 9. November 1925 in Ulm; † 3. Januar 2017) war ein deutscher Verwaltungsjurist.

## Werdegang
Stuber studierte Rechts- und Staatswissenschaften an den Universitäten Tübingen und Erlangen. 1957 wurde er in Tübingen zum Dr. jur. promoviert. 1956 trat er in den Dienst des Landes Baden-Württemberg ein und hatte verschiedene Aufgaben in Oberfinanzdirektion und Finanzämtern. Nach verschiedenen Verwendungen mit wachsender Verantwortung im Bereich der Oberfinanzdirektion und der Finanzämter kehrte er 1973 als Gruppenleiter für Steuern von Einkommen und Ertrag an die Oberfinanzdirektion Stuttgart zurück. 1974 wurde er Leiter der Besitz- und Verkehrsteuerabteilung. Stuber war von 1981 bis zu seiner Pensionierung 1990 Oberfinanzpräsident der Oberfinanzdirektion Stuttgart.
Helmut Stuber war nicht nur wegen seiner fachlichen Kompetenz, sondern auch als Vorgesetzter eine geachtete und anerkannte Führungspersönlichkeit.
Er war Herausgeber mehrerer Standardwerke zum Steuerrecht.

## Ehrungen
- 1985: Bundesverdienstkreuz 1. Klasse des Verdienstordens der Bundesrepublik Deutschland
- 1990: Großes Verdienstkreuz des Verdienstordens der Bundesrepublik Deutschland